# Citytrain
Citytrain es el nombre de la red que opera el servicio urbano, suburbano e interurbano eléctrico de transporte ferroviario de pasajeros en el sureste de Queensland, Australia. La red está centrada en Brisbane, cubre aproximadamente 522 km de extensión de vías férreas y cuenta con 201 estaciones, varias de las cuales sirven a más de una línea. 

## Líneas

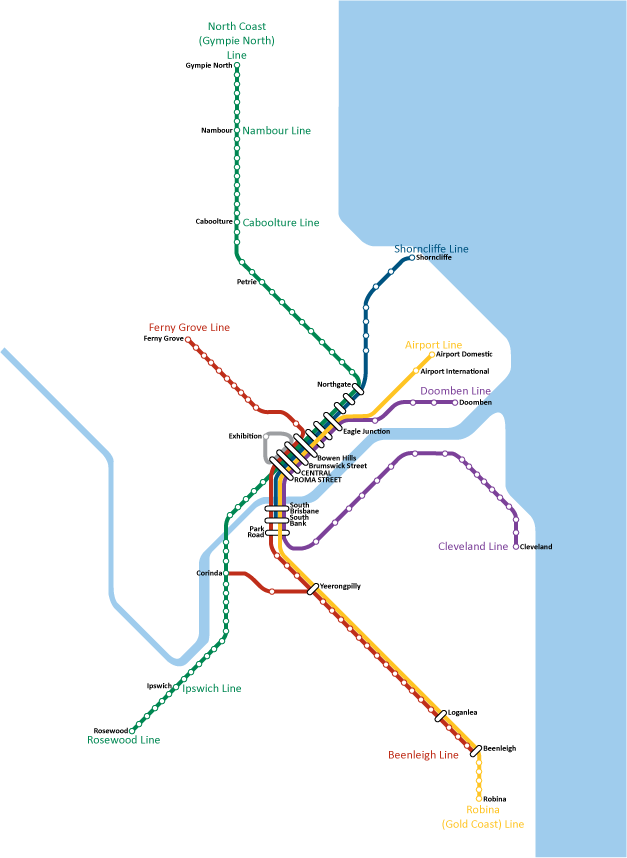
La red urbana e inetrurbana de Citytrain, en Brisbane.

### Líneas urbanas y suburbanas
Norte de Brisbane:
  Línea Aeropuerto – entre la estación central de Brisbane y el Aeropuerto, comprende 7 estaciones y 15,9 km de extensión.
  Línea Caboolture – entre la estación central de Brisbane y Caboolture, comprende 25 estaciones y 49,6 km de extensión.
  Línea Doomben – entre la estación central de Brisbane y Doomben, comprende 11 estaciones y 9,9 km de extensión.
   Línea Ferny Grove – entre la estación central de Brisbane y Ferny Grove, comprende 15 estaciones y 16,1 km de extensión.
   Línea Shorncliffe  – entre la estación central de Brisbane y Shorncliffe, comprende 18 estaciones y 20,7 km de extensión.
Oeste y sur de Brisbane:
   Línea Beenleigh  – entre la estación central de Brisbane y Beenleigh, comprende 28 estaciones y 40,1 km de extensión.
  Línea Cleveland – entre la estación central de Brisbane y Cleveland, comprende 23 estaciones y 37,3 km de extensión.
  Línea Ipswich – entre la estación central de Brisbane y Ipswich, comprende 25 estaciones y 38,6 km de extensión.
   Línea Corinda via South Brisbane – entre la estación central de Brisbane y Corinda, comprende 12 estaciones y 14,5 km de extensión.
Centro de Brisbane
  Línea Exhibition  – circuito interior alrededor del centro de Brisbane,  comprende 4 estaciones y 3,4 km de extensión.

### Líneas interurbanas
Norte de Brisbane
  Línea Nambour and Gympie North (Sunshine Coast) – entre la estación central de Brisbane y Gympie, comprende 25 estaciones y 172,2 km de extensión.
Sur y oeste de Brisbane
  Línea Gold Coast – entre la estación central de Brisbane y Robina, comprende 13 estaciones y 85,3 km de extensión.
  Línea Rosewood – entre Ipswich y Rosewood, comprende 7 estaciones y 18,4 km de extensión.